# Maule (Yvelines)
 Maule  es una población y comuna francesa, en la región de Isla de Francia, departamento de Yvelines, en el distrito de Mantes-la-Jolie y cantón de Aubergenville.

## Demografía
| 2938 | 3529 | 4185 | 5360 | 5751 | 5863 |
| Para los censos de 1962 a 1999 la población legal corresponde a la población sin duplicidades (Fuente: INSEE [Consultar]) |      |      |      |      |      |